# Peugeot 604
Peugeot 604 var den første bilmodel i den øvre mellemklasse fra den franske bilfabrikant Peugeot siden 1931. Modellen blev bygget mellem sommeren 1975 og midten af 1986.

## Historie
604 blev første gang præsenteret på Geneve Motor Show i marts 1975, efter at Peugeot havde besluttet at udvikle en øvre mellemklassebil i traditionel linjeføring på grundlag af den mindre 504.
I juni 1986 blev produktionen af 604 afsluttet efter 153.266 (andre kilder nævner 153.252) producerede biler. På grund af de beskedne salgsresultater var der ingen direkte efterfølger. Peugeot forsøgte først at besætte den øvre mellemklasse med Peugeot 505, som derfor blev teknisk modificeret. Først i juni 1989 kom der med Peugeot 605 en efterfølger for 604.
604 blev introduceret trods dalene efterspørgsel for store biler i følge af Oliekrisen i 1973. Udviklingen af dette køretøj var for avanceret for stop eller gå tilbage. Peugeot var under det indtryk at der var plads til to franske biler i denne klasse, den store avantgarde Citroën DS, samt en mere konservativ Fransk model.
604 var ikke en kommerciel succes. Ikke blot det, tyske biler har nu overtaget markedet for biler i denne kategori. Forvirring og spildte ressourcer var dels begrundelsen. PSA Peugeot Citroën besluttede at oprette et nyt mærke, "Talbot", efter overtagelsen af Chrysler Europa, og skabe en direkte konkurrent til 604 og Citroën CX, Talbot Tagora. Bilen og mærket blev en økonomisk katastrofe. Salget af Tagora repræsenterede 20 % af 604, og 2 % af den populære CX.
Moderne journalister tilskrives dette mangel på succes til forskellige årsager, herunder manglende ambitioner (dørene og den centrale del er taget fra 504 for at reducere omkostninger), manglende teknisk innovation, en beskeden ydelse og dårlig ry for rust problemer. 

## Teknik
Designet fra Pininfarina førte med sine glatte, klare linjer til en upåfaldende, men repræsentativ rejsebil. Muligvis derfor valgte Élyséepalæet en 604 til brug ved offentlige arrangementer. 604 blev konstrueret i det tekniske udviklingscenter i Bavans nær Montbéliard.
Produktionen begyndte i august 1975, og den første 604 V6 SL blev leveret måneden efter. Den var udstyret med den dengang nye PRV V6-motor på 2664 cm³, som også blev benyttet i Renault 30 og Volvo 264. Den for en V6-motor usædvanlige cylindervinkel på 90° og den dermed forbundne, rastløse gang skyldtes, at motoren oprindeligt blev konstrueret som V8-motor, men senere på grund af oliekrisen i 1973 blev afkortet med to cylindre.
Motoren havde i den første tid en effekt på 136 hk, og var kombineret med den manuelle gearkasse BA10/4 med fire gear. Alternativt kunne 604 leveres med en automatgearkasse fremstillet på General Motors' gearkassefabrik i Strasbourg. I 1977 blev 604 TI med Bosch K-Jetronic benzinindsprøjtning og 144 hk introduceret; denne model havde en femtrins gearkasse BA10/5 eller en tretrins automatgearkasse fra ZF. I september 1980 fulgte STI-modellen med mere udstyr.
I slutningen af 1979 blev modelprogrammet udvidet med SR-modellen med en 2,0-liters firecylindret indsprøjtningsmotor med 96 hk fra 504. Denne version var i modelprogrammet frem til 1983 og blev kun solgt til de franske myndigheder, som i takt med energikrisen ønskede en sparsom, men repræsentativ bil.
Frem til produktionens indstilling udvidede Peugeot 604-programmet med den 155 hk stærke GTI (2849 cm³) og en række firecylindrede dieselmotorer: 604 D-Turbo med Garrett-turbolader og 80 hk (2304 cm³), en modificeret XD2-motor som senere blev opdelt i udstyrsvarianterne GRD og SRD Turbo. Denne motor blev i de sidste produktionsår afløst af en opboret version (2498 cm³) med 95 hk. Dieselmotorerne kunne leveres med firetrins automatgear, ligeledes fra ZF.
Da Peugeot 604 D-Turbo blev præsenteret i februar 1979, var den Europas første turbodiesel i en personbil samt den første, som fandtes med manuelt gear (allerede i 1976 begyndte Mercedes-Benz salget af 300 SD med femcylindret turbodieselmotor og firetrins automatgear i USA).
Peugeot 604 udmærkede sig som en dyr og teknisk konservativ, men bekvem og godt kørende luksusbil. 
- Kabine
- 604 som ministerbil for Valéry Giscard d'Estaing
- Peugeot 604 som ministerbil for Erich Honecker
(IA-1000)

Karrosserifabrikanten Heuliez byggede også en forlænget version på 5,34 m samt en landaulet, som kun blev bygget i to eksemplarer.

## Licensproduktion
Kia Motors i Sydkorea fremstillede fra 1975 Peugeot 604 på licens. På grund af rationaliseringerne på det koreanske bilmarked sluttede denne produktion allerede i 1981, hvorefter de af Peugeot for Kia fremstillede biler fortsat blev fremstillet frem til 1985. Først fra 1992 havde Kia med Potentia igen en øvre mellemklassebil i deres modelprogram.